# Tim Slyfield
Timothy James "Tim" Slyfield (ur. 30 stycznia 1975) – nowozelandzki judoka. Olimpijczyk z Sydney 2000, gdzie odpadł w eliminacjach wadze półśredniej.
Uczestnik mistrzostw świata w 1995, 1997, 1999 i 2001. Startował w Pucharze Świata w latach 1998–2000, 2012 i 2013. Brązowy medalista igrzysk wspólnoty narodów w 2002 i 2014. Zdobył cztery medale na mistrzostwach Oceanii w latach 1998-2014.

## Letnie Igrzyska Olimpijskie 2000
| Konkurencja | Eliminacje                    | Eliminacje                 | Klas. końcowa |
| Konkurencja | Przeciwnik I                  | Przeciwnik II              | Miejsce       |
| ----------- | ----------------------------- | -------------------------- | ------------- |
| -81 kg      | Majemite Omagbaluwaje (NGA) Z | Krisztián Tölgyesi (HUN) P | II runda      |